# 오버리덴 도르프역
오버리덴 도르프역(독일어: Bahnhof Oberrieden)은 스위스 취리히 오버리덴 마을의 취리히 호수 유역에 위치한 기차역이다. 이 역은 탈빌-아트-골다우선에 있으며, 취리히 S반 S24 노선이 운행된다.
오버리덴역은 근처에 있지만, 더 낮은 해발에 있는 오버리덴역과 혼동되어서는 안 된다. 이 역은 취리히호 좌안선에 있으며, 두 역은 도보로 약 400미터 떨어져 있다.

## 운행편
2020년 12월 시간표 변경에 따라 오버리덴 도르프에서 다음 서비스가 정차한다.
- 취리히 S-반 S24 : 추크와 빈터투어 사이에 30분 간격으로 운행되며, 빈터투어에서 타잉엔 또는 바인펠덴까지 계속된다.